# Репедь
Репедь (пол. Rzepedź) — лемківське село в Польщі, у гміні Команча Сяноцького повіту Підкарпатського воєводства.
Населення — 1239 осіб (2011).

## Розташування
Розташоване неподалік великого села Команча, у міжгір'ї між селами Явірник-Руський і Туринське, Щавне і Прибишів, у місці притоку невеличкої річки Репедьки з річкою Ославиця.

## Походження назви
Стрімкий потік, який тече через село отримав назву «Репедька» (аналогічно назві «Бистриця»). Начебто, від нього, бере свою назву саме село, що у ранній русинській (українській) термінології звучало як «Репіт» або «Рипіт».
У польських істориків, які прагнуть узаконити належність земель Польщі та приписати українцям роль прибульців, є ще одне припущення, що назва села походить від румунського слова «repede» — швидкий (Z. Stieber. Toponomastyka Lemkowszczyzny…, s.45). За цим припущенням перші поселенці прибули сюди із Закарпаття, де сусідували з румунами і в побуті вживали також румунську мову.

## Історія
Причиною міграції русинів Закарпаття на терени північного схилу Західних Карпат (Низькі Бескиди) було стрімке зростання населення краю і наявність вільних, незаселених земель на північних схилах, або ж повторні заселення внаслідок стихійних лих, епідемій.
Околиці теперішнього села Репедь були на той час природною пусткою, бо у локаційному документі зазначено, що перші поселенці засвоїли два ґрунти, розчистивши їх від дерев і корчів.
Михайло Грушевський опублікував грамоту, в якій сяніцький староста Миколай Вольський дозволив шляхтичеві Ярошу Мєсовському осадити (закріпачити) село Жепеч (Rzepecz) на волоському праві 28 вересня 1526 року з вольностями на 18 років. Вольності надавались на 24 роки. Отже, село до цього часу існувало вже шість років і, фактично було засноване у 1520 році (F.Fastnacht. Osadnictwo ziemi Sanockiej…, s.156).
Вже тоді, у 1526 році, за народними переказами, розпочато будівництво храму. Храм цей не зберігся і не відомо, як він виглядав. Можна лише здогадуватись, що це була невелика дерев'яна церковця східнолемківського типу.
Село належало до так званих «королівських». Через село, з перших років його існування, проходив шлях, яким купці від Самбора переганяли закуплену у горах худобу. З ілюстрації 1566 року довідуємося, що саме тут, в Репеді та Куляшному, існував митний пункт для збору мита на користь староства (F.Fastnacht. Osadnictwo ziemi Sanockiej…, s.55).
За податковим реєстром 1565 р. в селі було 28 кметів на 22 ланах, піп (отже, вже була церква). До 1772 р. село належало до Сяноцької землі Руського воєводства.
Згідно з матеріалами Йосифинської метрики 1787—1788 рр. (поземельний кадастр) у Репеді на той час проживала 91 селянська родина з прізвищами: Гринь, Хрущ — по 4 родини; Бруцяк, Гоцко, Огірко, Онушканич, Радь, Федоринець, Хромий — по 3 родини; Василько, Ващишин, Ільків, Крисина, Мушка, Палінський, Перун, Потончак, Сегін — по 2 родини; Баб'як, Брилінський, Буран, Вакера, Вархола, Ганич, Гаркай, Головатий, Громуляк, Гулик, Демчур, Каламаш, Коцан, Кріль, Крупа, Лазар, Мазур, Манкович, Маханич, Самуляр, Саракун, Семанишин, Стапай, Шуварник.
Станом на початок XX ст. (1901) у селі нараховувалось 280 осіб, які вміли писати і читати, що враховуючи обставини того часу, було надзвичайно вагомим показником. Андрій Крупський був похований на цвинтарі поруч з церквою. До 1918 року село входило до Сяніцького повіту Королівства Галичини та Володимирії Австро-Угорщини.
До села Репедь належало ще два присілки Зайчики і Турно, в яких, крім українців, проживали ще три єврейські родини, більше десяти поляків і один німець. У Зайчиках працювало три пилорами, млин, ступа для виготовлення сукна.
Частина населення Репеді з присілками, сіл Туринське, Явірника працювали на пилорамах і млинах, а також на вузькоколійці, яка курсувала від Зайчиків у карпатські ліси під чехословацьким кордоном. Крім цього, через Репедь курсував пасажирський поїзд Перемишль — Сянік — Лупків. Для обслуговування пасажирів було побудовано станцію.
Під час визвольних змагань 1918—1921 років селяни брали участь у боротьбі за самовизнання. 3 листопада 1918 парох села Вислік Великий Пентелеймон Шпилька проголосив створення Східно-Лемківської Республіки, яка проголосила приєднання до складу Західноукраїнської Народної Республіки. Далі село входило до Сяніцького повіту Львівського воєводства Польщі.

### Церква, школа і «Просвіта»
У 1824 році посеред села було збудовано дерев'яну греко-католицьку церкву св. Миколая у східнолемківському стилі, яка збереглася до наших днів. Споруда з округлих брусів, спаяних дерев'яними кілками. Перед церквою зведено дерев'яну дзвіницю спереду. Внутрішня поліхромія церкви зроблена художником Буковчиком у 1896 р. У цьому ж році завершено спорудження іконостасу.
Поряд з церквою стояв будинок дерев'яної народної школи, в якій в кінці XIX століття працював її управитель др. Андрій Крупський. Його донька Теофіла була дружиною відомого суспільного діяча Лемківщини адвоката Володимира Бучацького (1844—1912), чий син став відомим ветеринаром та активним учасником культурного життя на Лемківщині.
На місці старої школи, після Першої світової війни, селяни збудували простору муровану школу, навчання у якій відбувалось українською мовою. У школі були дві класові кімнати, де навчалося близько півтори сотні дітей, коридор і 4-кімнатне помешкання для вчителів. Довкола школи простягався сад, де учні навчалися садівництву.
У 1930-х роках молоді господарі збудували у селі народний дім, у якому розміщено читальню новоствореної «Просвіти» та кооперативу. У просторій театральній залі школярі і дорослі давали концерти і сценічні виступи під керівництвом учителів і директорів школи Юрги, а згодом Міхенка з їх дружинами. Тут відбувалися аматорські театральні вистави і танцювальні забави молоді. Пізніше ще у присілку Зайнички збудовано дім кооперативної «філії» з приміщенням для крамаря.
Колишні учні школи під керівництвом режисера Сухостава в середині 1930-х років влаштовували славний «Різдвяний вертеп» з костюмами, позиченими у львівському театрі. З цим вертепом об'їздили всі навколишні села. Виручені за наколядоване зерно гроші були надіслані до Львова, як допомогу «Рідній школі».
Внаслідок інспірованого поширення православ'я на Лемківщині у 1926—1934 роках, у 1934 році польська влада і галицькі москвофіли добилися вилучення від Перемиської єпархії УГКЦ 9 деканатів Лемківщини, які були об'єднані в Апостольську Адміністрацію, на чолі з Миколою Нахорянським. Село Репедь у складі Лупківського деканату залишилось у підпорядкуванні Перемишльської єпархії. У цей час у Репеді нараховувалось 1023 вірних УГКЦ з-поміж 1060 мешканців села.
На початку 1930-х років свою релігійну діяльність розвивало братство «Апостольської молитви». Наслідком його діяльності було утворення церковних хорів у Репеді, Туринське, Прелуках і Команчі.
З Репедської школи вийшло понад пів сотні юнаків, які у 1938—1939 роках подались на Закарпаття у час боротьби за утворення Карпатської України, чому всіляко перешкоджали польські прикордонні війська. Серед них Микола Чабан, Петро Головатий, Микола Гаргай, Степан Гулич, Микола Вархола, Дмитро Хрущ.

### ДСВ і депортації
На початку вересня 1939 року у Репеді нараховувалось близько 155 господарств. В 1939 р. в селі було переважно лемківське населення: з 1060 жителів села — 990 українців, 50 поляків і 20 євреїв. Коли розпочалась німецько-польська війна в 1939 році селяни мали надію, що упаде Польща і Західна Україна заживе вільним життям. На початках, з приходом німецьких військ відбулося деяке послаблення. Пожвавилось культурне життя, піднялась національна свідомість українців, відкрився доступ молоді до освіти. З села Репедь на навчання у філіал Сяніцької сільськогосподарської школи в Зайчиках поступили Палинський Федір, Чура Іван, Вархол Микола, Бруцяк Ілько, Стиранка Михайло, Хорват Дмитро, Баб'як Петро, Палинська Параска, Крупа Анна, Баб'як Олена, Палинська Ольга, Баб'як Марія. Ряд молодих хлопців і дівчат виїхало на навчання у міста України.
Після проголошення самостійності України у Львові 30 червня 1941 року відносини між німецькою владою і українським проводом погіршились. Прийшло розчарування німецькою політикою. Окупаційна влада почала стягати із селян контингент. Вже від 1940 року почався масовий вивіз молоді на примусові роботи до Німеччини. Перших у Репеді це лихо спіткало Семенківа Івана, Хорвата Дмитра, Гаргая Михайла, Радя Федора і Радя Миколу, а згодом Івана Радя (1923—1996) та Андрія Радя (1925—1986).
Восени 1941 року невелика група сільських хлопців, випускників школи села Репедь, відправила сільський контингент збіжжя до комендатури УПА, який мав бути надісланно до Німеччини. Їх було арештовано гестапо, а згодом страчено. Почалися переслідування селян та інтелігенції, масові розстріли. У лавах УПА боролися вихідці з села: Баб'як Микола, Крупа Микола, Хорват Дмитро, Чабан Микола, Онишкевич Дмитро, Палинський Федір, Вархол Дмитро, Полинська Параска, Баб'як Степан, Заруцький Михайло, Лукачик Федір, Чура Іван, Заруцький Павло, Бруцяк Микола.
У травні 1946 року згідно Угоди між УРСР та ПНР про обмін населенням при допомозі військ НКВС польська армія розпочала другу хвилю виселення українських родин до СРСР. Мешканців Репедя під конвоєм зганяли до перевального пункту у Загір'ї, що за 20 км від села. Там людей тримали більше двох тижнів на залізничній станції, а звідти у товарних вагонах («телятниках») відправляли в СРСР. За підсумками так званої «евакуації» українського населення Закерзоння до УРСР з Репеді було переселено 186 родин або 865 осіб. Більшість з них було депортовано до Тернопільської області — 166 родин (789 осіб), а інших до Одеської області —— 19 родин (73 особи) і Львівської області — 1 родина (3 особи).
До виселення лемків у 1945 році в СРСР та депортації в 1947 році в рамках акції Вісла у селі була греко-католицька церква парафії Туринське Лупківського деканату.
Ті 124 українці, котрим вдалося залишитись, були депортовані від 28 квітня до 11 травня 1947 р. в результаті операції «Вісла» на північні та західні понімецькі землі Польщі. Вивозили українців через станцію Щавне-Куляшне. На полі між річкою і коліями було влаштоване гетто, куди їх зганяли і в якому просто неба утримувались до завантаження у вагони.
У 1947—1949 роках за співпрацю з ОУН-УПА польським військовим трибуналом було засуджено бійця УПА з Репеді Михайла Стиранку, а більшовицьким трибуналом на заміну смертної кари на 25 років позбавлення волі у концтаборах були засуджені Федір Палинський (1926) і Параска Палинська (1924—1954), яка загинула під час Кенгірського повстання в концтаборі.
Під кінець XX ст у селі Репедь нараховувалось лише 40 господарств. Церква св. Миколая до 1956 року використовувалась як магазин «Spotdzielni produkcyjnej», після закриття якого храм пустував і занепадав. Після 1956 року до села повернулося кілька лемківських родин. Вони почали відновлювати храм. У 1958 році до села повернувся Іван Майкович, який з допомогою сина о. Теодора (1932—1998), майбутнього єпископа УГКЦ Вроцлавсько-Гданської єпархії, і при фінансовій допомозі односельчан та земляків з Торонто (Канада) у 1972—1974 роках відремонтував церкву. У 1983 році завдяки старанням все того ж о. Теодора Майковича було відремонтовано дзвіницю і очищено цвинтар. Після ремонту церквою користувалися католики обох обрядів. Перемиський єпископ ординарій Ігнатій Токарчук, грамотою ч. 433/87 від 14 березня 1987 року передав церкву у Репеді під цілковиту юрисдикцію о. Теодора Майковича і його наступників.
У 1975—1998 роках село належало до Кросненського воєводства.

## Видатні люди
В селі народилися
- Майкович Степан Григорович (1940) — український будівельник і громадський діяч. Заслужений будівельник України.
- Теодор Майкович — єпископ Української греко-католицької церкви, перший єпископ Вроцлавсько-Ґданський (1996—1998)

## Демографія
Демографічна структура станом на 31 березня 2011 року:
|          | Загалом | Допрацездатний вік | Працездатний вік | Постпрацездатний вік |
| -------- | ------- | ------------------ | ---------------- | -------------------- |
| Чоловіки | 597     | 93                 | 441              | 63                   |
| Жінки    | 642     | 97                 | 391              | 154                  |
| Разом    | 1239    | 190                | 832              | 217                  |